# Red de Tecnócratas Europeos
La Red de Tecnócratas Europeos es una organización que promueve un movimiento tecnocrático dentro del contexto europeo, como un sistema socioeconómico alternativo para un futuro sostenible. La organización está registrada en Suecia pero tiene una base de miembros en toda Europa y acepta miembros de otros continentes. La organización se puede considerar como una extensión del movimiento tecnocrático norteamericano; sin embargo, es independiente de este.

## Creación
Un grupo de europeos inspirados en el movimiento tecnocrático se reunieron en el año 2005 con la intención de difundir las ideas tecnocráticas en esa parte del mundo y crearon NET (Iniciales en inglés) como una asociación en abril de 2006.

## Organización
NET tiene una estructura holónica basada en grupos autónomos, pero también tiene una junta de directores responsable por la dirección general del movimiento. Actualmente la junta se compone de un director y las cabezas de tres secuencias, administración, investigación y finanzas. La sede principal está en Umeå, Suecia, donde reside el director ejecutivo Andrew Wallace. El actual director fue elegido en el 25 de septiembre de 2006.

## Metas y objetivos
La meta de la tecnocracia es la de proporcionarle a la gente el estándar de vida más alto posible por el mayor tiempo posible. NET intenta promover la tecnocracia y desarrollar un plan científico y tecnocrático para Europa. Como Tecnocracia se define como la ciencia aplicada a la sociedad, NET aspira a validar sus planes mediante la realización de experimentos y simulaciones en tecnocracia. 

## Plan tecnocrático europeo
El plan para Europa se encuentra en la etapa de desarrollo. Este incluye la organización de comunidades sostenibles llamadas Eco-Unidades (20 personas), las cuales tendrán un cierto grado de autosuficiencia en la producción de energía, gestión de residuos y producción de alimentos. Estas eco-unidades se agruparían en Urbanatos (10 000 personas). Las eco-unidades y los urbanatos tendrían una capacidad adicional para producir bienes para el consumo local. Los urbanatos serían unidades autónomas que formarían redes con otros urbanatos cuando se requiera.